# Cathorops manglarensis
Cathorops manglarensis és una espècie de peix de la família dels àrids i de l'ordre dels siluriformes.

## Morfologia
Els mascles poden assolir els 19,5 cm de llargària total.

## Distribució geogràfica
Es troba a Sud-amèrica: Colòmbia.